# Karang Baru (Selaparang)
Karang Baru is een bestuurslaag in het regentschap Mataram van de provincie West-Nusa Tenggara, Indonesië. Karang Baru telt 9863 inwoners (volkstelling 2010).